# Simão Mate Junior
Simão Mate Junior (Maputo, 1988. június 23. vagy 1988. július 23. –) mozambiki válogatott labdarúgó.

## Klub
A labdarúgást a PAE Panathinaikósz AÓ csapatában kezdte. 2010-ben görög bajnoki címet szerzett. 2012 és 2016 között a Levante UD csapatában játszott. 92 bajnoki mérkőzésen lépett pályára és 3 gólt szerzett. 2019-ben a Vegalta Sendai csapatához szerződött.

## Nemzeti válogatott
2007-ben debütált a mozambiki válogatottban. A mozambiki válogatott tagjaként részt vett a 2010-es afrikai nemzetek kupája. A mozambiki válogatottban 42 mérkőzést játszott.

## Statisztika
| Mozambiki válogatott | Mozambiki válogatott | Mozambiki válogatott |
| Időszak              | Mérk.                | gól                  |
| -------------------- | -------------------- | -------------------- |
| 2007                 | 6                    | 0                    |
| 2008                 | 8                    | 0                    |
| 2009                 | 6                    | 0                    |
| 2010                 | 7                    | 0                    |
| 2011                 | 1                    | 0                    |
| 2012                 | 5                    | 0                    |
| 2013                 | 0                    | 0                    |
| 2014                 | 7                    | 0                    |
| 2015                 | 0                    | 0                    |
| 2016                 | 2                    | 0                    |
| Összesen             | 42                   | 0                    |